# Los Mangos, Tila
Los Mangos är en ort i Mexiko.   Den ligger i kommunen Tila och delstaten Chiapas, i den sydöstra delen av landet, 700 km öster om huvudstaden Mexico City. Los Mangos ligger 817 meter över havet och antalet invånare är 491.
Terrängen runt Los Mangos är bergig norrut, men söderut är den kuperad. Runt Los Mangos är det ganska tätbefolkat, med 111 invånare per kvadratkilometer. Närmaste större samhälle är Simojovel de Allende, 17,5 km sydväst om Los Mangos. I omgivningarna runt Los Mangos växer i huvudsak städsegrön lövskog.